# Константа
Конста́нта (лат. constans — стала величина, інша назва — ста́ла) — величина, що не змінює свого значення протягом певного процесу (на відміну від змінної, значення якої може змінюватись). Прикладами констант є число пі, коефіцієнти многочленів, температура під час ізотермічного процесу.
Визначені константи — важливі інваріанти, якими загалом вважають точні безрозмірнісні числа в математиці і наближені (і часто але не завжди) вимірні величини в експериментальній науці.
У математиці також використовуються невизначені константи, що можуть мати довільне значення, не міняючи при цьому суттєвих властивостей математичного об'єкта.

## Визначення констант

### У математиці
Подібно до будь-якого математичного об'єкта, константи потрібно визначити строго. Поняття константи в математиці залежить кардинально від такого числа. Найосновнішими числами є натуральні числа {\displaystyle \mathbb {N} }, визначені із використання теорії множин.
Потім, раціональними числами {\displaystyle \mathbb {Q} } є всі дроби цілих чисел {\displaystyle (a,b)\in \mathbb {N} ^{2}}, {\displaystyle b\neq 0}. У математичному записі, {\displaystyle \mathbb {Q} =\left\{{\frac {a}{b}}:a\in \mathbb {Z} ,b\in \mathbb {Z} ,b\neq 0\right\}}. Подібно, дійсні числа {\displaystyle \mathbb {R} } можна утворити із раціональних {\displaystyle \mathbb {Q} }, комплексні {\displaystyle \mathbb {C} } — із дійсних {\displaystyle \mathbb {R} } тощо.

### У фізиці
Фізична константа характеризує величину або співвідношення певної фізичної властивості, яку тільки може визначити експеримент. Іноді, для уникнення необхідності зміни константи, коли вимірювання стають точнішими, деякі константи визначені так, щоб залишатись точно визначеними значеннями. Наприклад, у метричних одиницях, швидкість світла є точно 299 792 458 метри за секунду. Фундаментальна одиниця довжини SI, метр, визначається як відстань, яку проходить у вакуумі світло за 1/299792458 секунди; будь-яке збільшення точності вимірювання швидкості світла уточнює визначення для метра, але не змінює числового значення {\displaystyle c}.

## Представлення констант

### У математиці
Щоб мати можливість маніпулювати константами, математика використовує різні символи, як наприклад 1 або π.

### У фізиці
У природних науках, константи представляються десятковими числами, часто використовуючи експоненційний формат. Також, фізична константа, може мати свою точність і одиниці вимірювання.

## Назви констант

### У фізиці
Фізичні константи часто отримують ім'я і символ.

## Естетичний погляд
Більшість констант, чи математичних чи фізичних, мають певну загадку, красу і привабливість.